# Pipistrelle soprane
Pipistrellus pygmaeus · Pipistrelle pygmée
Espèce
Synonymes
- Vespertilio pygmaeus Leach, 1825 (protonyme)

Statut de conservation UICN

 LC  : Préoccupation mineure
La Pipistrelle soprane (Pipistrellus pygmaeus), ou Pipistrelle pygmée, est une petite espèce de chauve-souris de la famille des Vespertilionidae.
L'espèce a été distinguée de la Pipistrelle commune (Pipistrellus pipistrellus) au début des années 1990 par les différences de signaux d'écholocation. La Pipistrelle commune émet un signal à 45 kHz alors que la Pipistrelle soprane émet un signal à 55 kHz. Depuis que ces deux espèces ont été différenciées, d'autres éléments ont permis de les caractériser (apparence, habitat, nourriture).

## Écholocation
Les fréquences utilisées par cette chauve-souris s'étendent entre 53 et 58 kHz, ont un pic d'énergie à 55 kHz et ont une durée de 5,8 ms,.

## Répartition
La Pipistrelle pygmée (Pipisptrellus pygmaeus) n'a été différenciée que récemment de Pipistrellus pipistrellus, et certains détails sur sa distribution manquent encore. C'est aussi une espèce du Paléarctique occidental, présente des îles britanniques à travers une grande partie de l'Europe (y compris les îles de Corse, de Sardaigne et de Sicile) jusqu'à l'Ukraine et l'Ouest de la Russie. Jusqu'à présent, aucun signalement n'a été signalé en Afrique du Nord ou au Moyen-Orient. Il est présent plus au Nord en Scandinavie que Pipistrellus pipistrellus.

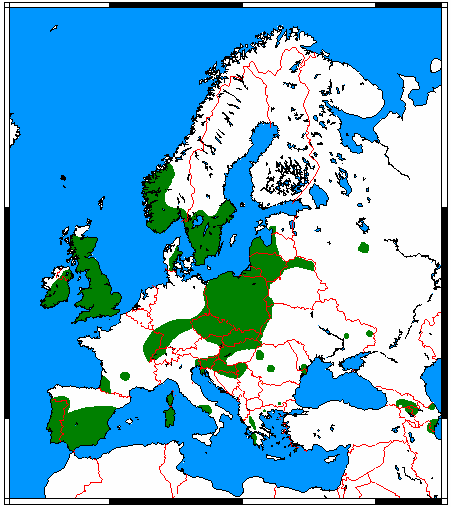
Carte de l'Europe avec taches vertes principalement sur la péninsule ibérique, les iles britanniques, le sud de la scandinavie et l'Europe centrale. Répartition en Europe, en vert.

Existant (résident) : Arménie, Autriche, Azerbaïdjan, Biélorussie, Bosnie Herzégovine, Croatie, Tchéquie, Danemark, Estonie, France (Corse), Géorgie, Allemagne, Gibraltar, Grèce, Hongrie, Iran, Irlande, Lettonie, Lituanie, Luxembourg, Moldavie, Norvège, Pologne, Portugal, Roumanie, Fédération Russe, Serbie, Slovaquie, Slovénie, Espagne, Suède, Suisse, Turquie, Ukraine, Royaume-Uni
Présence incertaine : Italie (Sardaigne), Monténégro

## Description
C'est la plus petite chauve-souris d'Europe. La face et les oreilles sont claires, dans les tons caramel et rosé. Le pelage dorsal est épais, brun clair avec peu de contraste avec la face et les oreilles. Le ventre est légèrement plus clair. Elle peut être confondue avec les autres pipistrelles, une clé de détermination est nécessaire pour une identification rigoureuse.

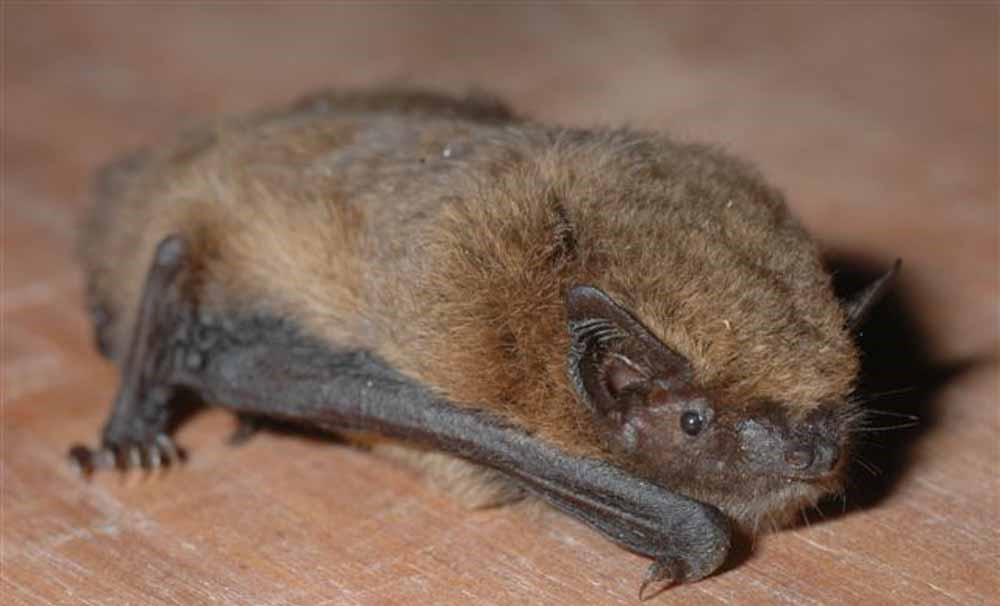
Pipistrelle pygmée

- Longueur tête-corps : 3.6 - 5.1 cm
- Longueur de l'avant-bras : 2.77 - 3.5 cm
- Poids : 3.5 - 8 g
- Envergure : 18 - 24 cm
- Dentition : 34 dents (10 incisives, 4 canines, 8 prémolaires, 12 molaires)
- Echolocation : entre 52 et 60 kHz

## Habitat et écologie
Toujours à proximité de l'eau, elle fréquente les zones boisées à proximité de grandes rivières, de lacs ou d'étangs, les ripisylves, les forêts alluviales et les bords de lacs ou de marais. Elle se nourrit autour des bois et des zones humides et est plus étroitement associée à l'eau que Pipistrellus pipistrellus. Elle est active dans le premier quart d'heure qui suit le coucher du soleil. Elle se nourrit principalement de petits diptères (en particulier les moucherons aquatiques). Les insectes volants comme des petits Diptères, dont les Chironomes, représentent l'essentiel des proies. Les colonies de maternité sont situées dans des arbres creux, des crevasses rocheuses et des bâtiments (qui fournissent des sites plus chauds). Difficile à différencier en hibernation, il existe peu de données hivernales sur cette espèce. Aucune donnée spécifique n'est disponible sur les gîtes d'hiver de Pipistrellus pygmaeus, mais on peut supposer qu'ils sont similaires à ceux utilisés par Pipistrellus pipistrellus. On sait toutefois qu'elle hiberne dans des bâtiments, des cheminées ou des cavités arboricoles, en mixité avec les autres espèces de Pipistrelles. Ses gîtes estivaux se trouvent toujours proches de milieux boisés, en général des ripisylves, mais aussi dans les bâtiments et les ponts. Dans le sud de la France, la Pipistrelle pygmée est très abondante dans les villages qui bordent les lagunes. Les colonies de mise-bas peuvent former des essaims regroupant de 200 à 700 chauves-souris mais l'essentiel des nurseries ne compte qu'une trentaine d'individus. En France, les jeunes naissent dans la seconde moitié de juin et se sont souvent des jumeaux ; ils peuvent se reproduire dès leur premier automne. Les pariades ont lieu du début du mois d'août jusqu'en octobre.
Il est possible que cette espèce soit une migrante partielle. La plus âgée a atteint huit ans et son espérance de vie est estimée entre 1.2 et 1.6 an.
Type d'habitat : Forêt, Zones humides (intérieures)
Durée d'une génération : 5.2 ans

## La Pipistrelle pygmée et l'Homme

### Information sur l'évolution
L'espèce est répandue et abondante, et il n'y a aucune preuve d'un déclin significatif de la population actuelle. Par conséquent, il est évalué comme Préoccupation mineure.

### Population
Pipistrellus pygmaeus apparaît généralement moins abondant que Pipistrellus pipistrellus, bien qu'il s'agisse néanmoins d'une espèce répandue et abondante. Les colonies d'été peuvent être plus grande que Pipistrellus pipistrellus, comptant jusqu'à 250 (ou parfois jusqu'à 3000) individus. On ne sait pas si l'espèce se rassemble en hiver ou quelle taille atteignent ses colonies d'hiver. Des preuves récentes d'hybridation avec Pipistrellus pipistrellus ont été trouvées en Europe centrale Sztencel-Jablonka et Bogdanowicz (2012)

### Des menaces
Comme les colonies de maternité ont tendance à se trouver dans les bâtiments, l'espèce peut être vulnérable aux facteurs anthropiques, tels que les perturbations, le traitement du bois et la rénovation des bâtiments. Cependant, cela n'est pas considéré comme une menace majeure.

### Mesures de conservation
Il est protégé par la législation nationale dans la plupart des Etats de l'aire de répartition. Il est également protégé par le droit international par le biais de la Convention de Bonn (Eurobats) et de la Convention de Berne dans certaines parties de son aire de répartition où celles-ci s'appliquent, et est inclus dans l'Annexe IV de la Directive Habitats et Espèces de l'UE. Il est présent dans de nombreuses aires protégées. Aucune action de conservation spécifique n'est connue.
L'adoption de pratiques respectueuses des chauves-souris dans la construction et l'entretien des bâtiments est une action proposée.
Bien que cette espèce n'ait été décrite que récemment, elles est apparemment répandue et abondante. Cependant, des éclaircissements supplémentaires sur sa répartition, la taille et la tendance de sa population, ses préférences en matière d'habitat et son écologie sont nécessaires.